# Резиденция Ансбах
Резиденция Ансбах (на немски: Residenz Ansbach), известна също като Дворец на маркграфа (на немски: Markgrafenschloß), е дворец в Ансбах, Германия. Служил е като правителствено седалище на маркграфството на Бранденбург-Ансбах. Днес е административното седалище на правителството на Средна Франкония. В голямата зала и оранжерията в градината на резиденцията през две години се провежда музикалния фестивал Седмица на Бах в Ансбах.

## История
Дворецът е разширен от средновековна сграда. От 1398 до 1400 г. Фридрих I, курфюрст на Бранденбург, разширява съществуващото седалище на княжеството до замък, обграден от вода. В северозападното крило на сегашната сграда са запазени конструктивни останки.
Георг Фридрих I, маркграф на Бранденбург-Ансбах, нарежда на швабския архитект Блазиус Берварт (негов главен архитект от 1563 до 1580 г.) да построи дворец. Резиденцията е построена в ренесансов стил в периода от 1565 до 1575 г. Голяма зала е построена от 1565 до 1575 г., сега наричана „Готическа зала“ заради нейния ребрест свод. В Готическата зала се съхранява най-голямата колекция от фаянс и порцелан на бившата фабрика Ansbacher Manufaktur.
Един век по-късно основната конструкция е извършена от Габриел де Габриели (1694–1716), от Карл Фридрих фон Зоха (1719–1730) и от Леополд Рети (1731–1749). Между 1705 и 1738 г. сградата е променена до днешния си вид.

## Архитектура
Габриел де Габриели създава преди 1709 г. югоизточното крило с главната фасада в стил, подобен на виенския барок. Интериорът датира от 1734 до 1745 г. и е дело на архитекта Леополдо Рети. Карло Карлоне създава фреска на тавана на Празничната зала. Майсенският порцелан е изложен в Залата на огледалата.
Интериорът на двореца разполага с огледална зала с елементи на френско рококо; голямата зала е снабдена с боядисан таван, а стаите са оборудвани с порцеланови плочки от местната мануфактура от XVIII век. към резиденцията има градина, която е изградена през XVI век и модифицирана през XVIII век с оранжерия.
Дворецът разполага с богато обзаведени парадни стаи на първия етаж. През 1791 г. Карл Август фон Харденберг, представител на Прусия в Ансбах, добавя заседателни зали и библиотека. От 1806 г., след като кралското баварско правителство започва да функционира в Ансбах, стаите на първия етаж на замъка са превърнати в офиси, докато стаите на другите етажи остават непроменени. Между 1962 и 1974 г. са завършени последните големи ремонти на замъка. Баварската администрация на държавните дворци, градини и езера отговаря за сградите и музея.